# 朱迪切堡
朱迪切堡（義大利語：Castel del Giudice）是意大利伊塞尔尼亚省的一个市镇。总面积14平方公里，人口357人，人口密度25.5人/平方公里（2009年）。ISTAT代码为094009。